# Lucian Johnston
Pour les articles homonymes, voir Johnston.
Lucian Johnston est un monteur américain.

## Biographie
Johnston est originaire du nord de l'État de New York. Il étudie au Sarah Lawrence College. En 2007, il est assistant de postproduction sur la création du drame Honeydripper de John Sayles. Il travaille ensuite comme assistant monteur sur des productions cinématographiques telles que Max: Best Friend, Héros, Sauveur , Un jour dans la vie de Billy Lynn, The Meyerowitz Stories ou Hostiles.
En 2018, il est assistant monteur sur le making-of du western d'Ethan et Joel Coen, La Ballade de Buster Scruggs (The Ballad of Buster Scruggs), que les deux réalisateurs montent eux-mêmes, comme à leur habitude, sous le pseudonyme de Roderick Jaynes.

## Filmographie partielle

### Au cinéma

#### Montage
- 2018 : Hérédité
- 2019 : Midsommar
- 2021 : Macbeth
- 2022 : Causeway
- 2023 : Beau Is Afraid
- 2025 : If I Had Legs I'd Kick You de Mary Bronstein (en)

#### Équipe de montage
- 2007 :  Honeydripper (stagiaire en postproduction)
- 2014 : Noé (apprenti monteur de films)
- 2014 : Kristy (assistant de production éditoriale)
- 2015 : Max (apprenti monteur de films)
- 2016 :  Un jour dans la vie de Billy Lynn (assistance au montage)
- 2017 : The Meyerowitz Stories (New and Selected) (assistance au montage)
- 2017 :  Hostiles (assistance au montage)
- 2018 : Wildlife: Une saison ardente (monteur adjoint supplémentaire)
- 2018 :  La Ballade de Buster Scruggs (premier assistant-monteur)
- 2019 :  Waves (monteur consultant)